# 星生山
星生山（ほっしょうざん）は、大分県玖珠郡九重町にあり九重連山を形成する火山である。標高1,762mで、九重町の最高峰である。

## 噴火活動
1995年（平成7年）10月から1996年（平成8年）4月にかけて、北東側に接する硫黄山から噴火し、噴気や降灰が観測された。これは、九重連山では333年ぶりの噴火にあたる。火山活動に伴う有毒ガスのために、星生山は2002年（平成14年）まで立ち入り禁止とされた。

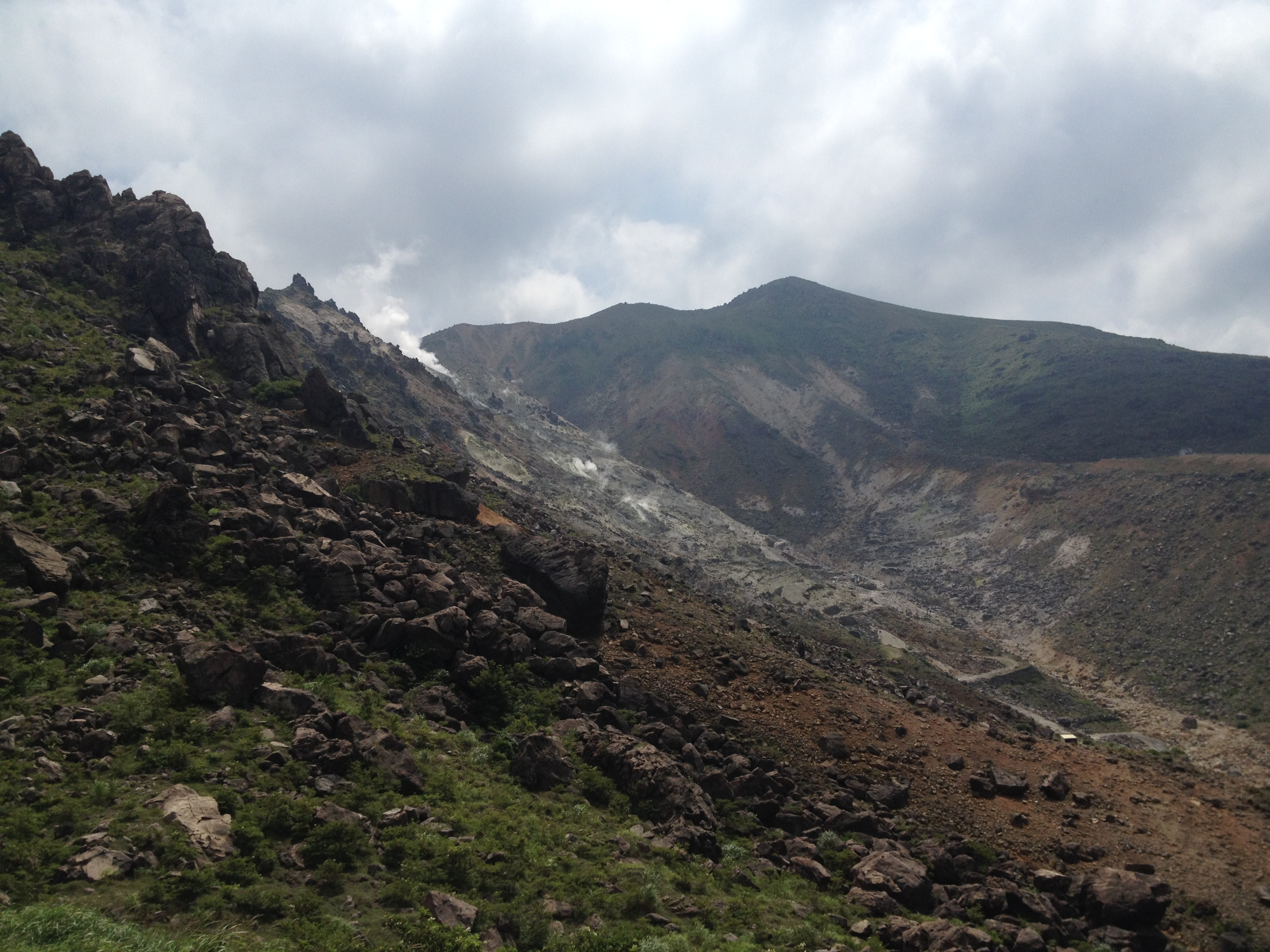
北西から星生山の山頂を望む
左は硫黄山の噴気地帯（2014年）

## 参考画像

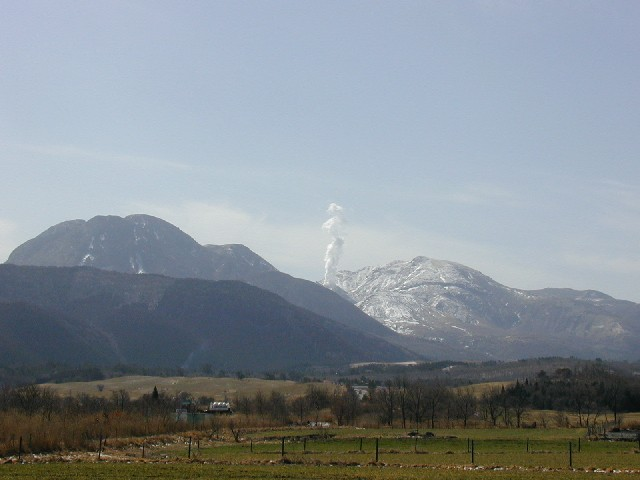
1995年噴火時の様子。星生山（右）と三俣山（左）。中央の噴煙は硫黄山から上っている。
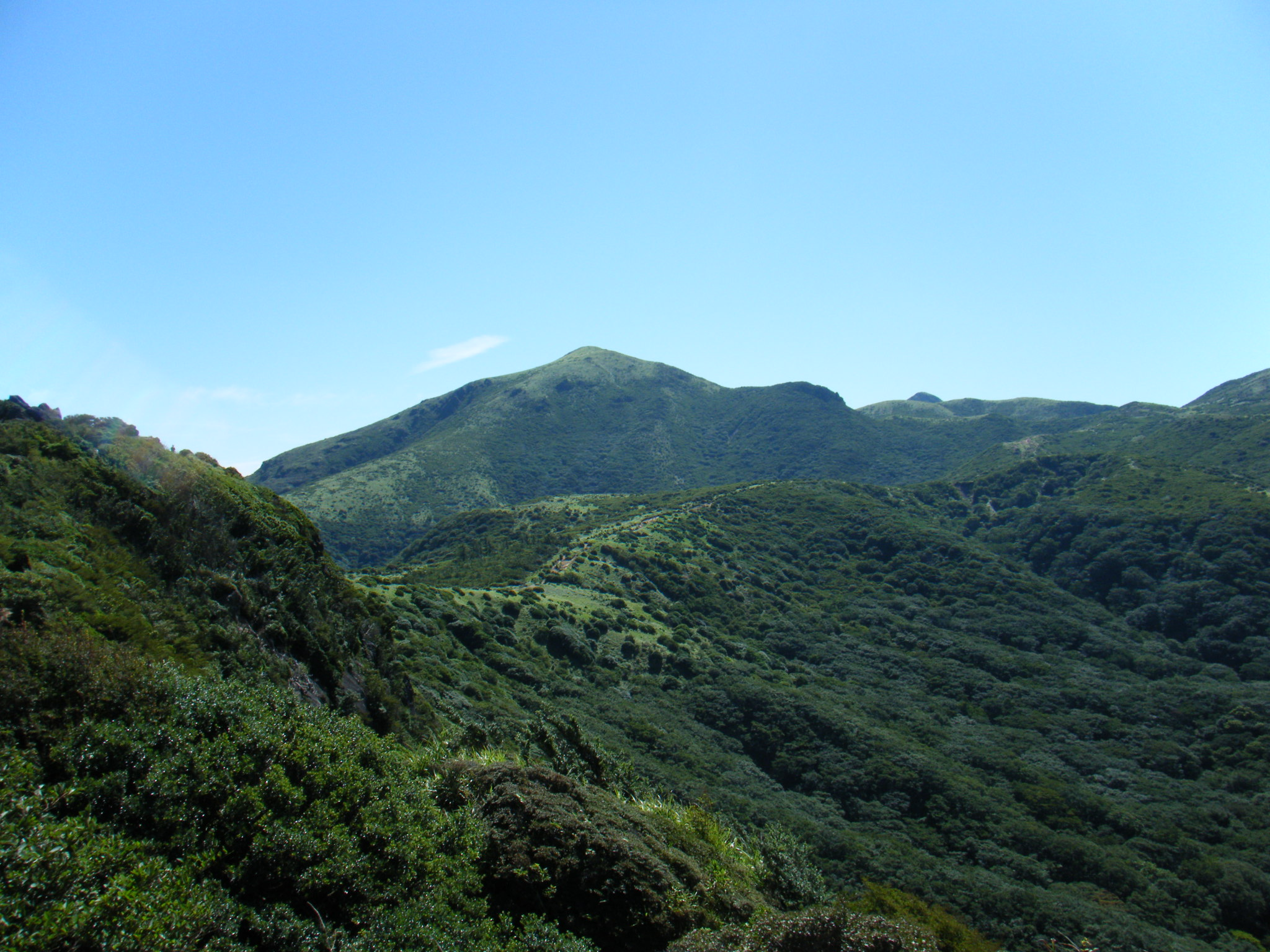
西から望む星生山